# Győrság
Győrság község Győr-Moson-Sopron vármegyében, a Győri járásban található.

## Fekvése
Győrság Győrtől 17 km-re délkeletre fekvő önálló község. Északon Töltéstava, keleten, délkeleten Pázmándfalu, délen, délnyugaton Pannonhalma, nyugaton, északnyugaton Nyúl község határolja. Két főút, a 81-es és a 82-es között terül el. A 81-es főútról Pérnél letérve, a 82-es főútról pedig Pannonhalmán keresztül közelíthető meg, mindkét irányból a 8223-as úton. Győr városából a 8222-es úton a legkönnyebben elérhető, amelyen a megyeszékhely után ez a legelső település.

## Története
Első okleveles említése 1216-ból való Saag néven. A település az Árpád korban több faluból álló településcsoport volt. Egyikben a várnépek, másikban az udvarnokok, a harmadikban és a negyedikben a Pannonhalmi Bencés Főapátság népei laktak. A falu határában található Mykud és Lalka vagy Lelka puszta, eredetileg önálló település. 1454-ben Ságon részbirtokos a Hédervári család. 1521-ben enyingi gróf Török Bálint elvette az apátság birtokát és jobbágyait protestáns vallásra térítette. 1587-ben Enyingi Török István tiltja gróf Cseszneky János győri gyalogoskapitányt Újság puszta elfoglalásától. 1613 és 1619 között, s 1671-ben református lelkésze is volt a településnek. Itt teljesített szolgálatot Szecsei János református lelkész, akit gályarabságra ítéltek. 1543-ban Kaszab Hasszán török földesúrnak hódolt a falu, s a lakosság őalatta költözött ki a településről. A főapátság birtokán élők mindvégig megmaradtak katolikusnak. Templomuk egy Árpád-kori kápolna romjain épült 1748-ban.
A Török család 1618-ban halt ki, s Török István birtokai nővérére bedeghi Nyáry Pál nejére, Török Krisztinára szállt. Ő később Esterházy Miklóshoz ment férjhez. Így került Ság az Esterházy család grófi ágának tulajdonába. A Pannonhalmi Apátság  többször is megpróbálta a birtokot visszaszerezni, de ez soha nem sikerült. Így az 1945-ös földosztásig az Eszterházyak csákvári ága maradt a tulajdonosa. A falut a török időkben többször elpusztították. 1664-ben, majd 1690-ben Iványos Miklós próbálkozott újra a jobbágyok megtelepítésével. 1704-ben Rákóczi Ferenc hadai tartózkodtak Győr vármegyében, s az ekkor folyó csatározások miatt pusztult el Ság újra, s eredeti helyén már nem is épült újjá. A pusztult település emlékére az ún. Faluhely emlékeztet. Az 1785-ös népszámláláskor a különböző Ság nevű falurészekben 948 lakost írtak össze 208 házban. 1809-ben a franciák járnak Ságon, s állítólag a jobbágyokkal együtt versenyt pusztítják az uraság birtokát
1818. március 3-án a sági Losontzi-féle szőlők megújítására köt szerződést Esterházy Miklós földesúr. 1891-ben alakult meg a községi tűzoltó egyesület, s 1945-ig Hitelszövetkezet is működött a faluban. A település a Győr előnevet 1908-ban kapta. A községháza 1925-ben épült. Állami iskoláját 1911-ben avatták fel.
A szovjet csapatok 1945. március 27-én vonultak be a faluba. A tanács tagjait 1950. október 22-én választották meg, 31 főt. A végrehajtó  bizottság 7 tagból állt. 1972-ben létrehozták Töltéstava székhellyel Töltéstava-Győrság Községi Közös Tanácsot. 1989. december 31-ével lett ismét önálló tanácsú község, s 1990-től saját önkormányzattal rendelkezik.

## Közélete

### Polgármesterei
- 1990–1994: Mohácsy Lajos (független)[3]
- 1994–1998: Balogh Mihály (EKGP)[4]
- 1998–2002: Balogh Mihály (FKGP)[5]
- 2002–2006: Csóka István (Fidesz)[6]
- 2006–2010: Ferenczi Zsolt (független)[7]
- 2010–2014: Ferenczi Zsolt (független)[8]
- 2014–2019: Ferenczi Zsolt (független)[9]
- 2019–2024: Ferenczi Zsolt (független)[10]
- 2024– : Ferenczi Zsolt (független)[1]

## Népesség
A település népességének változása:
| Lakosok száma | 1458 | 1465 | 1465 | 1566 | 1611 | 1607 | 1674 |
|               | 2013 | 2014 | 2015 | 2021 | 2022 | 2023 | 2024 |

A 2011-es népszámlálás során a lakosok 89,6%-a magyarnak, 2,6% cigánynak, 1% németnek mondta magát (10,3% nem nyilatkozott; a kettős identitások miatt a végösszeg nagyobb lehet 100%-nál). A vallási megoszlás a következő volt: római katolikus 54,2%, református 14,8%, evangélikus 6,8%, görögkatolikus 0,1%, felekezeten kívüli 4,8% (17,9% nem nyilatkozott).
2022-ben a lakosság 93%-a vallotta magát magyarnak, 1,2% németnek, 0,5% cigánynak, 0,1-0,1% horvátnak, románnak, szlovénnek, ukránnak és szlováknak, 2% egyéb, nem hazai nemzetiségűnek (6,9% nem nyilatkozott; a kettős identitások miatt a végösszeg nagyobb lehet 100%-nál). Vallásuk szerint 40% volt római katolikus, 121% református, 5,5% evangélikus, 0,4% görög katolikus, 0,5% egyéb keresztény, 1,1% egyéb katolikus, 7,1% felekezeten kívüli (33,1% nem válaszolt).

## Nevezetességei

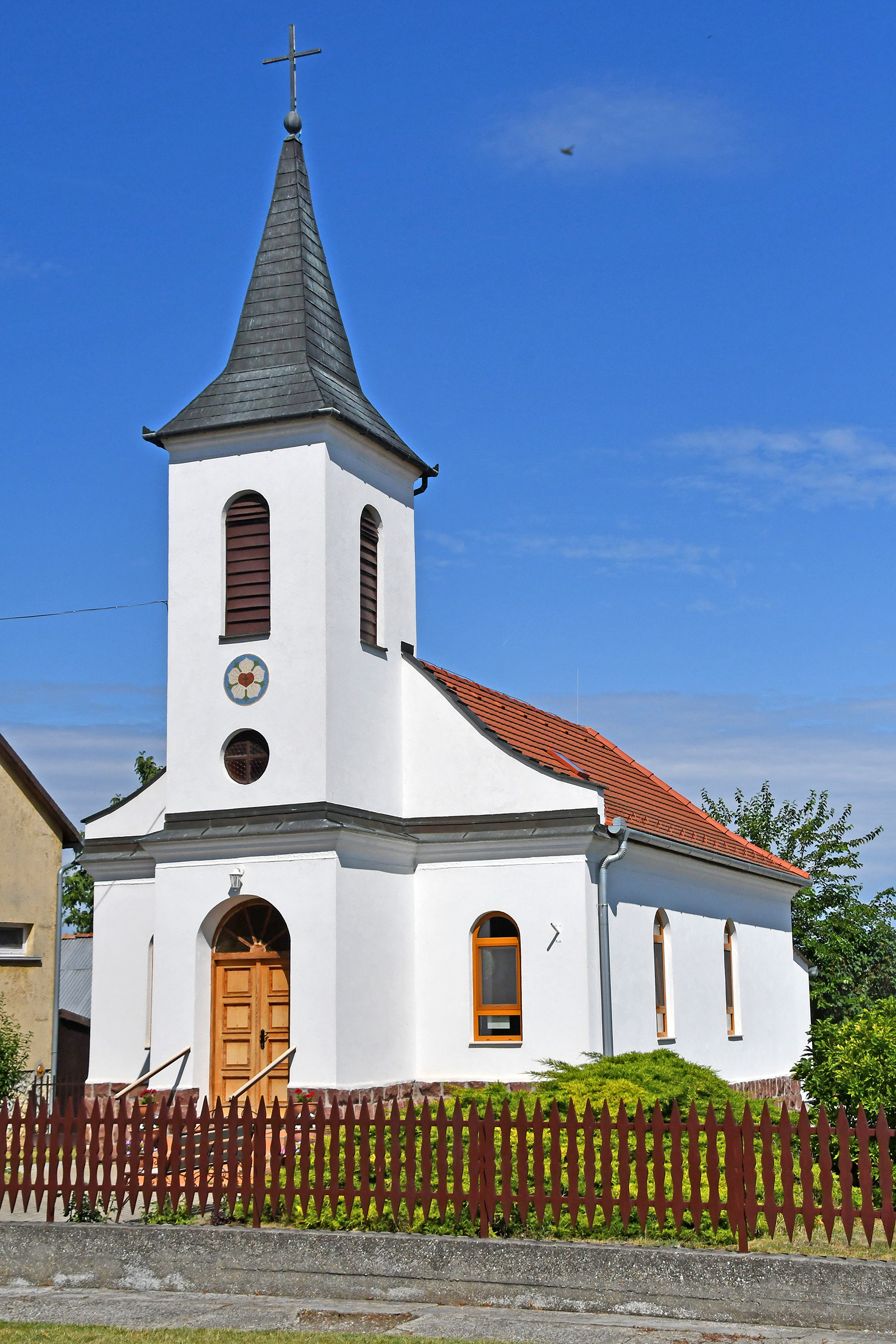
Evangélikus templom

- Győr Városi Rádióklub (HG1S) rádióamatőr versenyállomása a dombtetőn

Műemlékek, emlékművek:
- Római katolikus templom (1748.) barokk oltárral, 18. századi festett hársból faragott Mária-szoborral, az ún. Sági-Madonnával.
- Evangélikus templom
- Harangláb és Szecsei János gályarab, mártír, prédikátor kopjafája a Kiáltóhegyen; Franciakő (Napóleon 1809-es hadjárata) a Ság-hegyen.
- Millecentenáriumi Emlékpark a Faluhelyen: I. és II. világháborús emlékművel, 1848-49-es és 1956-os kopjafákkal.
- A pozsonyi csata emlékműve (2017).